# Gianluca Pessotto
Gianluca Pessotto (Latisana, 11 augustus 1970) is een oud-voetballer afkomstig uit Italië. Op het veld kon hij zowel in de verdediging als op het middenveld zijn mannetje staan. Meestal was hij dan links op de grasmat te vinden. Alhoewel hij met voetballen op professioneel niveau begon bij AS Varese 1910, speelde hij het grootste gedeelte van zijn carrière bij Juventus. Tegenwoordig is hij teammanager bij diezelfde club.

## Begin van carrière
Alhoewel geboren in Latisana, een stad in de buurt van Udine, maakte Gianluca Pessotto geen deel uit van de jeugdopleiding van de regionale club Udinese, maar vertrok hij in plaats daarvan naar die van AC Milan. Desondanks zou hij nooit voor "I Rossoneri" spelen op het professionele niveau. In plaats daarvan tekende hij in 1989 een contract bij AS Varese 1910, een club dat destijds uitkwam in de Serie C2. Bij Varese zou Pessotto in totaal twee seizoenen spelen. Ondanks zijn jonge leeftijd was hij al meteen bij de club een vaste kracht. In de 64 wedstrijden die hij voor Varese speelde, scoorde hij daarnaast één keer.
In 1991 besloot Gianluca Pessotto Varese te verlaten, om een contract te tekenen bij US Massese 1919, een club die eveneens in de onderste regionen van het Italiaanse voetbal verkeerde. Hier zou hij slechts één seizoen spelen, want dat seizoen wist hij indruk te maken op clubs die in de hogere divisies speelden. Ook voor Massese scoorde Gianluca Pessotto één doelpunt, dit keer in 22 wedstrijden.

## Bologna en Hellas Verona
Bologna FC 1909 was de eerste club op hoger niveau waarvoor Gianluca Pessotto zou uitkomen. Ondanks Bologna niet op het allerhoogste niveau uitkwam, het speelde in de Serie B, was het een mooie overstap voor hem, want de club had wel veel ervaring met het spelen op het hoogste niveau en had dan ook aspiraties snel weer terug te keren naar de Serie A. Desondanks eindigde Bologna op een zeer teleurstellende achttiende plaats in de Serie B, waardoor de club degradeerde naar de Serie C1. Niet van plan om met de club een divisie lager te gaan spelen, vertrok Pessotto al na één seizoen bij Bologna. Voor de club uit Emilia-Romagna speelde hij 21 wedstrijden. Daarin trof hij één keer doel.
Hellas Verona was de volgende club waar Gianluca Pessotto een contract tekende. Ook deze club kwam in de Serie B uit en streefde naar promotie naar de Serie A. Wederom zou het echter niet lukken. Hellas Verona bleef met 37 punten steken op een twaalfde plaats in de competitie. Voor Pessotto's sportieve aspiraties zou het echter niet veel uitmaken. Een club uit de Serie A had hem namelijk een contract aangeboden. Bij Hellas Verona verscheen Pessotto 34 competitiewedstrijden. Voor de club scoorde hij drie keer.

## Torino
Voor aanvang van het seizoen 1994/1995 was Gianluca Pessotto, samen met onder andere Abédi Pelé uit Ghana, een van de nieuwe spelers die het shirt van Torino FC zou gaan dragen. Bij de tweede club van Turijn en voormalige voetbalvereniging van Faas Wilkes en Wim Kieft, kwam hij onder andere samen te spelen met de Turk Hakan Şükür en Jocelyn Angloma uit Frankrijk. Ondanks dat Torino middelmatig presteerde, waar de elfde plaats op de ranglijst een resultaat van was, beleefde Pessotto zelf een goed seizoen. Bijna alle competitiewedstrijden speelde hij dat seizoen, namelijk 32, waarin hij één keer het net vond. Vanwege zijn goede spel transfereerde Gianluca Pessotto voor de vierde keer in vier jaar en geraakte hij weer een stapje hogerop.

## Juventus
In het seizoen 1995/1996 kwam Gianluca Pessotto te spelen bij Juventus, een rivaal van Torino aangezien de club eveneens uit Turijn komt en de grootste club van de stad is. Het was de eerste echt topclub waar hij bij kwam te spelen en het zou eveneens zijn laatste zijn. Vanaf dat seizoen tot en met het seizoen 2005/2006 zou hij namelijk voor Juventus spelen. Hij groeide uit tot een van de meest geliefde spelers daar, vanwege zijn trouwheid aan de club en zijn degelijke spel. Al meteen zijn eerste seizoen bij Juventus werd een succes. De club won namelijk de Champions League door in de finale Ajax te verslaan. Na de officiële speeltijd stond het 1-1, door doelpunten van Fabrizio Ravanelli en Jari Litmanen. In de verlenging werd niet gescoord, waardoor het op strafschoppen aankwam. De tweede van vier strafschoppen voor Juventus nam Gianluca Pessotto, die hij benutte. In 1996 werd hij ook voor het eerst opgeroepen voor het nationale elftal van Italië en won hij de Europese Supercup en de Wereldbeker voor clubteams met Juventus.
Zijn tweede seizoen bij Juventus was eveneens een succes. Met de club won hij de Serie A en weer werd de finale van de Champions League bereikt. Dit keer verloor Juventus echter de finale. De tegenstander was Borussia Dortmund uit Duitsland. Na dit seizoen won Gianluca Pessotto nog vijf keer het landskampioenschap van Italië en bleef hij met Juventus goed presteren in Europa. Twee van de zes landskampioenschappen telden echter niet meer mee vanwege het omkoopschandaal dat in 2006 ontdekt werd. 2005/2006 was ook meteen het laatste seizoen dat Pessotto op professioneel niveau zou voetballen. Hij was al ruim in de dertig en kreeg steeds meer te kampen met blessures. Hij had zijn basisplaats dan ook intussen al verloren aan de Fransman Jonathan Zebina. Voor hem mocht Pessotto meestal alleen nog als vervanger op het veld komen. Voor Juventus heeft Gianluca Pessotto in totaal 243 wedstrijden gespeeld. Scoren deed hij daarin twee keer. Overigens kreeg hij na zijn spelerscarrière een andere baan Juventus aangeboden, namelijk die van teammanager.

## Interlandcarrière
Gianluca Pessotto werd in 1996 voor het eerst opgeroepen om zich te voegen bij de nationale selectie van Italië, dat destijds onder leiding stond van bondscoach Arrigo Sacchi. Zijn debuut maakte hij op woensdag 9 oktober 1996 in Perugia tegen Georgië in een kwalificatiewedstrijd voor het WK 1998, dat gehouden werd in Frankrijk. Hij vormde in dat met 1-0 gewonnen duel (doelpunt Fabrizio Ravanelli) een verdediging met Alessandro Nesta, Ciro Ferrara en aanvoerder Paolo Maldini. Met Italië wist Pessotto kwalificatie voor het WK 1998 af te dwingen. Uiteindelijk vloog Italië er in de kwartfinale uit, door na penalty’s van het gastland te verliezen, door gemiste strafschoppen van Demetrio Albertini en Luigi Di Biagio.
Twee jaar later was Pessotto weer te bewonderen op een internationaal eindtoernooi: EURO 2000, het EK dat gehouden werd in Nederland en België. In de halve finale was het een van de strafschoppen van Pessotto die ervoor zorgde dat het Nederlands elftal verloor. In de finale was Italië echter minder gelukkig. Na, in de wedstrijd die in De Kuip werd gespeeld, op voorsprong te zijn gekomen, door een doelpunt van Marco Delvecchio, kwam Frankrijk vlak voor tijd langszij. Als klap op de vuurpijl scoorde David Trezeguet in extra tijd de golden goal, waardoor Frankrijk en niet Italië Europees Kampioen werd. Twee jaar later speelde Gianluca Pessotto zijn tweeëntwintigste en laatste interland voor Italië. Deze wedstrijd werd in Milaan gespeeld tegen Uruguay en werd met 1-1 gelijkgespeeld. Pessotto maakte ook geen deel uit van de selectie die Italië vertegenwoordigde op het WK 2002 in Zuid-Korea en Japan.

## Na voetbalcarrière
Nadat Gianluca Pessotto gestopt was als voetballer, kreeg hij de baan van teammanager aangeboden bij Juventus. Hij nam deze baan aan. Niet lang na zijn aanstelling viel Pessotto echter 15 meter naar beneden vanuit het hoofdkwartier van Juventus. Er wordt beweerd dat dit een zelfmoordpoging was, die hij overigens wel overleefd heeft, na een tijd opgenomen te zijn geweest in het ziekenhuis. Hij bleek, ondanks zijn nieuwe baan, niet gelukkig te zijn met zijn rol bij de club en al helemaal niet met het grootschalige omkoopschandaal waar het Italiaanse voetbal mee te kampen had gekregen. Alhoewel Juventus de grootste schandalen had veroorzaakt, was dit buiten de macht van Pessotto om gebeurd, want ten tijde van de pleging van de competitievervalsing was hij nog voetballer en had hij geen leidinggevende rol bij de club. Nadat Pessotto ontslagen was uit het ziekenhuis is hij weer teruggekeerd in zijn rol als teammanager bij Juventus.

## Erelijst
- Serie A: 1997, 1998, 2001, 2003
- Vice-kampioen Serie A: 2000, 2001
- Champions League: 1996
- Vice-kampioen Champions League: 1997, 1998, 2003
- Wereldbeker voor clubteams: 1996
- Europese Supercup: 1996
- Supercoppa Italiana: 1997, 1998, 2002, 2003
- Vice-kampioen Supercoppa Italiana: 1998, 2005
- Vice-kampioen EK: 2000